# St. Severini (Hamburg-Kirchwerder)
Koordinaten: 53° 25′ 6,8″ N, 10° 11′ 54,4″ O

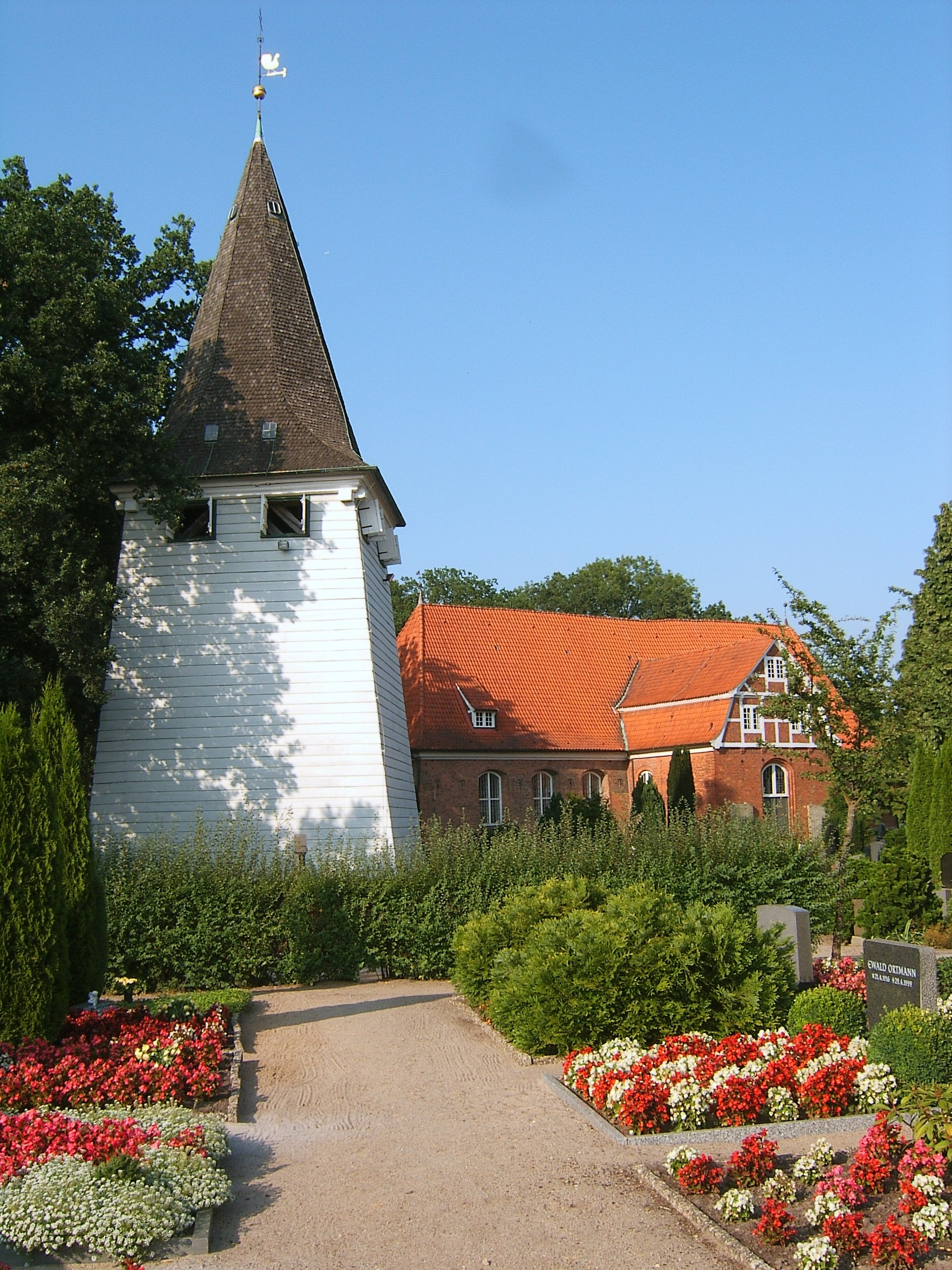
Ansicht von Süden mit freistehendem Glockenturm

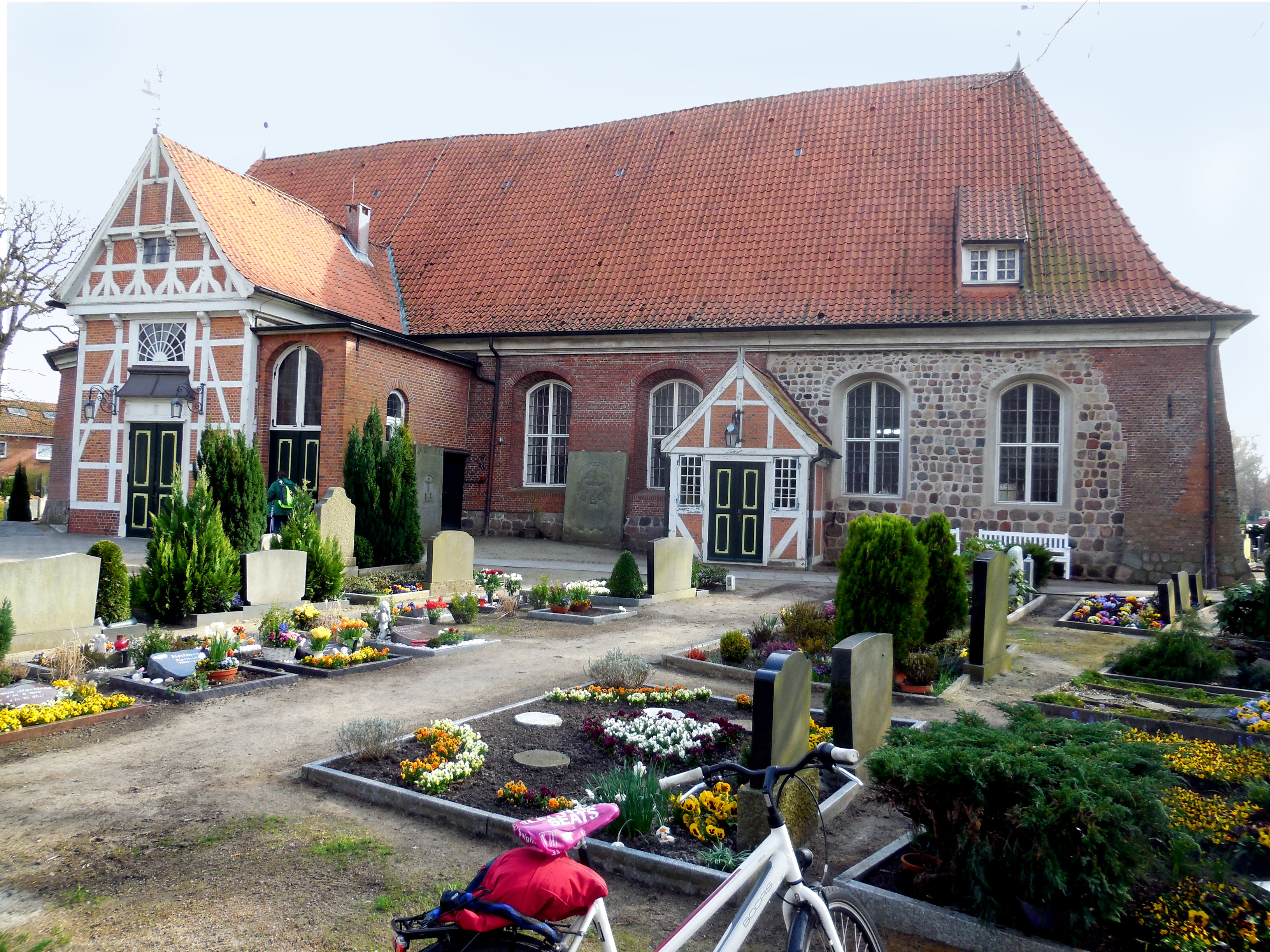
Nordseite mit Feldsteinwand (rechts)

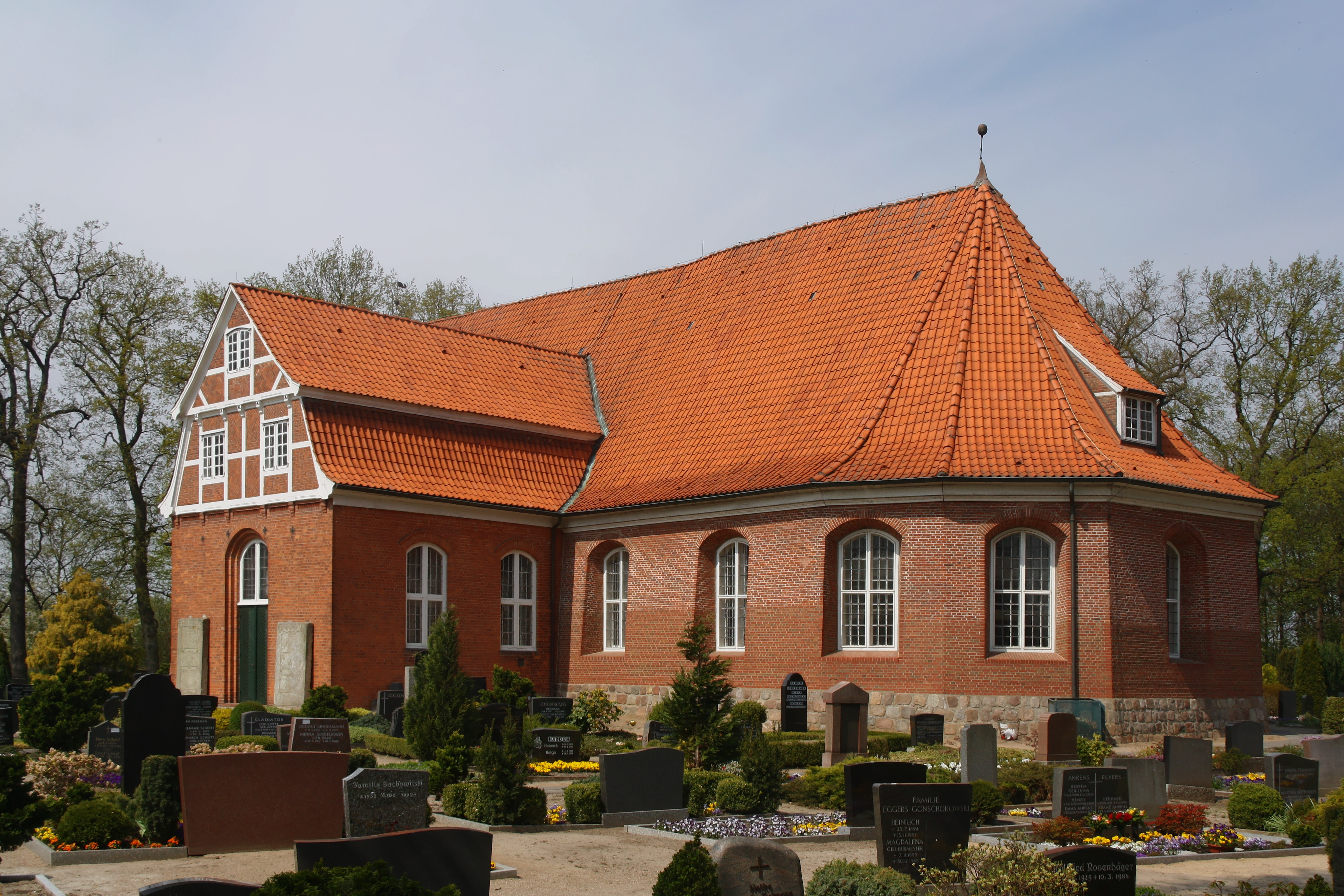
Hauptgebäude von Südosten

Die Kirche St. Severini steht in Vierlanden, im Hamburger Stadtteil Kirchwerder nahe dem südöstlichen Verlauf der Gose Elbe, welche die Grenze zwischen den Bistümern Verden und Ratzeburg darstellte. Sie ist die größte Kirche der Vierlande.

## Geschichte
Der Kernbau stammt aus dem 13. Jahrhundert und sollte nach früherer Auffassung von Zisterziensern als Klosterkirche errichtet worden sein. Diese Annahme lässt sich allerdings mit der nachgewiesenen Geschichte der Zisterzienser in Norddeutschland nicht zur Deckung bringen. Wohl aber kann ein Zusammenhang zwischen der St.-Severini-Kirche und dem Wenden-Kreuzzug Heinrichs des Löwen (1147) erwogen werden. Die ersten Urkunden, aus denen man auf einen Kirchbau im Ort schließen kann, stammen aus dem Jahre 1217.
Erstmals wird die Kirche 1319 direkt als Feldsteinkirche erwähnt. Sie wurde, wie alle Vierländer Kirchen, im Laufe der Jahrhunderte mehrfach umgebaut und ausgebessert. Dabei wurden die Feldsteinmauern zum großen Teil durch Backstein ersetzt, wobei ein ehemals vorhandener Eingang in der Ostwand verschlossen wurde. In den Jahren 1649 und 1650 wurde an der Nordseite ein Vorbau, das Brauthaus, angebaut. Zwischen 1785 und 1791 wurde die Kirche von Grund auf erneuert, um „überflüssige Spuren des grausesten Altertums“, wie es damals hieß, zu beseitigen. Dabei wurde nicht nur ein Anbau an der Südseite angefügt, sondern auch ein Tonnengewölbe statt der vorher vorhandenen Flachdecke eingebaut, neue Fenster eingesetzt und Teile der Einrichtung erneuert. Die Arbeiten wurden vom Curslacker Zimmermeister Harm Wulff durchgeführt, der gute Kontakte zu Ernst Georg Sonnin gehabt haben soll.
Renovierungen und Instandsetzungen waren immer wieder notwendig. Die bekanntesten erfolgten 1916 unter der Leitung von Julius Faulwasser, 1955 zur Isolierung des Mauerwerks gegen aufsteigende Bodenfeuchte und 1988 zur umfangreichen Sicherung des Mauerwerks.
Im Jahre 1470 wurde der damalige Pfarrer offenbar von Ortsansässigen ohne heute noch bekannten Grund erschlagen. Dadurch stand das ganze Dorf Kirchwerder vorübergehend unter dem Großen Kirchenbann.

## Ausstattung

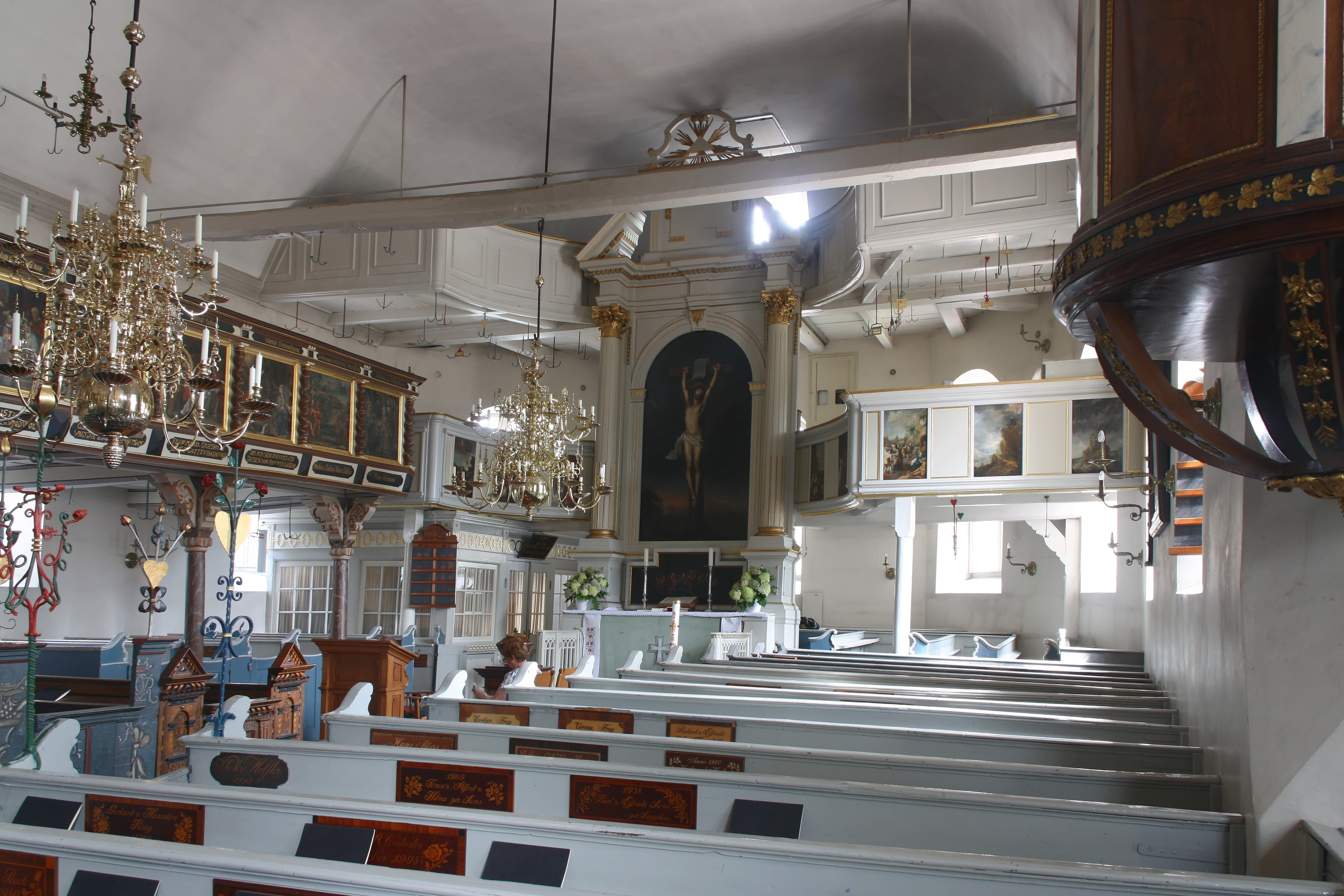
Innenraum, Blick zum Altar

Die klassizistisch beeinflusste Ausstattung stammt im Wesentlichen aus dem späten 18. Jahrhundert, nur die mit Gemälden geschmückte Nordempore ist älter. Sie wurde 1672 bis 1674 errichtet und 1751 verlängert.
Der Altar war bereits bei der Wiedereinweihung 1785 vorhanden und wird dem Bergedorfer Tischler Radefahr zugeschrieben. Das ursprüngliche Altarbild war eine Kreuzigungsszene des Lübecker Malers Johann Caspar Bleyel, die aufgrund des schlechten Zustandes 1988 durch eine ähnliche Darstellung des Malers Gerdt Hardorff ausgetauscht wurde. Von ihm stammt auch das Gemälde in der Predella. Beide Bilder hingen zunächst im Marien-Magdalenen-Kloster, gelangten nach 1814 in die Hamburger Hauptkirche St. Jacobi und sind als Dauerleihgabe nach Kirchwerder gekommen.
Der heute als Sakristei genutzte Beichtstuhl unter der Nordempore kam mit dem großen Umbau von 1785 in die Kirche.
Kanzel und Taufe folgten später, sie wurden 1806 vom Neuengammer Tischlermeister Heinrich Busch hergestellt. Zwei Jahre vorher hatte sich die Gemeinde dagegen entschieden, eine Marmorkanzel aus dem zum Abbruch vorgesehenen Hamburger Mariendom zu übernehmen.
Alle Emporen sind mit einem 38-teiligen Bilderzyklus alt- und neutestamentlicher Szenen geschmückt, der aus dem 17. und 18. Jahrhundert stammt. Gedrehte Säulen grenzen die Bildtafeln voneinander ab, die jeweils mit einer Erläuterung des Inhaltes und mit dem Namen des Stifters versehen sind. Die Bilder der Altarempore sind ebenfalls Leihgaben der Hauptkirche St. Jacobi. An der Emporenbrüstung des Südflügels stehen 12 mittelalterliche Apostelfiguren, die wahrscheinlich zu einem um 1500 gebauten Altar gehörten und seit 1928 in der Kirche stehen.
Zu den prächtigsten Ausstattungsgegenständen zählt das reich mit Schnitz- und Intarsienarbeiten verzierte Kirchengestühl. Seine ältesten Teile stammen von 1638 und 1641, die neueren aus dem 18. Jahrhundert. Sehenswert sind die vielen schmiedeeisernen, verzierten Hutständer an den Männerbänken.
Die Messingkronleuchter stammen aus dem 17. Jahrhundert und sind Geschenke von Kirchwerder Bürgern. Die Kirche besitzt noch silberne Altarleuchter, die 1722 der Hamburger Silberschmied Johannes Grünow fertigte.

## Glockenturm und Glocken
Der Glockenturm ist, wie bei den Vierländer Kirchen häufig zu finden, nicht ans Kirchenschiff angebaut, sondern steht etwas abseits und nach Südwesten versetzt. Der Holzbau wurde wahrscheinlich um 1600 errichtet. In den Kirchenbüchern erscheint er zuerst 1634, auf seinen Balken finden sich die Jahreszahlen 1604 und 1664. 1771 wurde die heutige Turmspitze aufgesetzt. Der Glockenturm ist in ein äußeres Tragwerk und den inneren eigentlichen Glockenstuhl getrennt. Als 2009 die schadhafte äußere Verkleidung ersetzt werden sollte, stellte man jedoch auch deutliche Schäden an der tragenden Holzkonstruktion fest. Die sich anschließende umfangreiche Restaurierung des Turms, bei der er nicht nur eine neue Verkleidung, sondern auch ein komplett neues Dach erhielt, wurde 2012 abgeschlossen.
Eine bekannte volkstümliche Sage erklärt die Position der Glockentürme damit, dass der Teufel versucht hätte, die Türme in die Elbe zu werfen, weil er sich über das Läuten der Glocken geärgert hätte. Er bekam jedoch die Türme nicht richtig zu fassen und musste sie noch einmal abstellen. Da habe Gott ihm gesagt "Eenmol dörtst du bloß verseuken", worauf der Turm an dieser Stelle stehen blieb.
Im Turm befinden sich folgende Bronzeglocken:
| Gussjahr | Durchmesser (cm) | Höhe (cm) | Schlagton | Inschrift | Glockengießer         |
| -------- | ---------------- | --------- | --------- | --- | --------------------- |
| 1656     | 138              | 115       |           | ZU DEN ZEITEN ANNO MDCLVI DEN 27. JUNI M. JACOBI/ MULLERS PASTORIS IM KIRCHWÄRDER CLAUS EGGERS/ VOGET UND HARMEN OTTEN DITMER KÖNCKS CLAUS/ TIMMEN JOCHIM RYKEN KIRCHGESCHWORENEN IST DIESE/ GLOCKE ZU GOTTES EHREN VND NUTZLICHEM GE/BRAUCH DIESES KIRCHENSPIELS GEGOSSEN WORDEN VON/ MEISTER PAUL VOSS IN LUNEBURG.                                | Paul Voß              |
| 1695     | 99               | 81        |           | ANNO CHRISTI 1695 M. AUGUSTO/ BEY ZEITEN H: JOHANNIS REIMBOLD/ PRAEF. BERGEDORF/ ALBERTI BALEMANN PAST/ IM KIRCH WERDER/ HEIN WÖRMERS LANDVOIGTS/ VND HEIN LUTKEN DIDERICH GLADIATOR/ CARSTEN JOHANNSEN VND JOCHIM WITTHÜFT/ KIRCH-GESCHORENEN IST DIESE GLOCKE ZU/ GOTTES EHRE VND DER GEMEINDE NUTZEN/ VON OTTO STRUFE IN HAMBURG GEGOSSEN WORDEN. | Otto Struve           |
| 1739     | 123              | 108       |           | DIE BUSZ UND BETHGLOCK SCHLAG ICH AN HORT GOTTES/ STIMME JEDERMANN BEDESCK DAS ENDE LAS DEINE/ PFLICHT AUFF GOTT UND NECHSTEN SEIN GERICHT. | Johann Andreas Bieber |

## Orgel

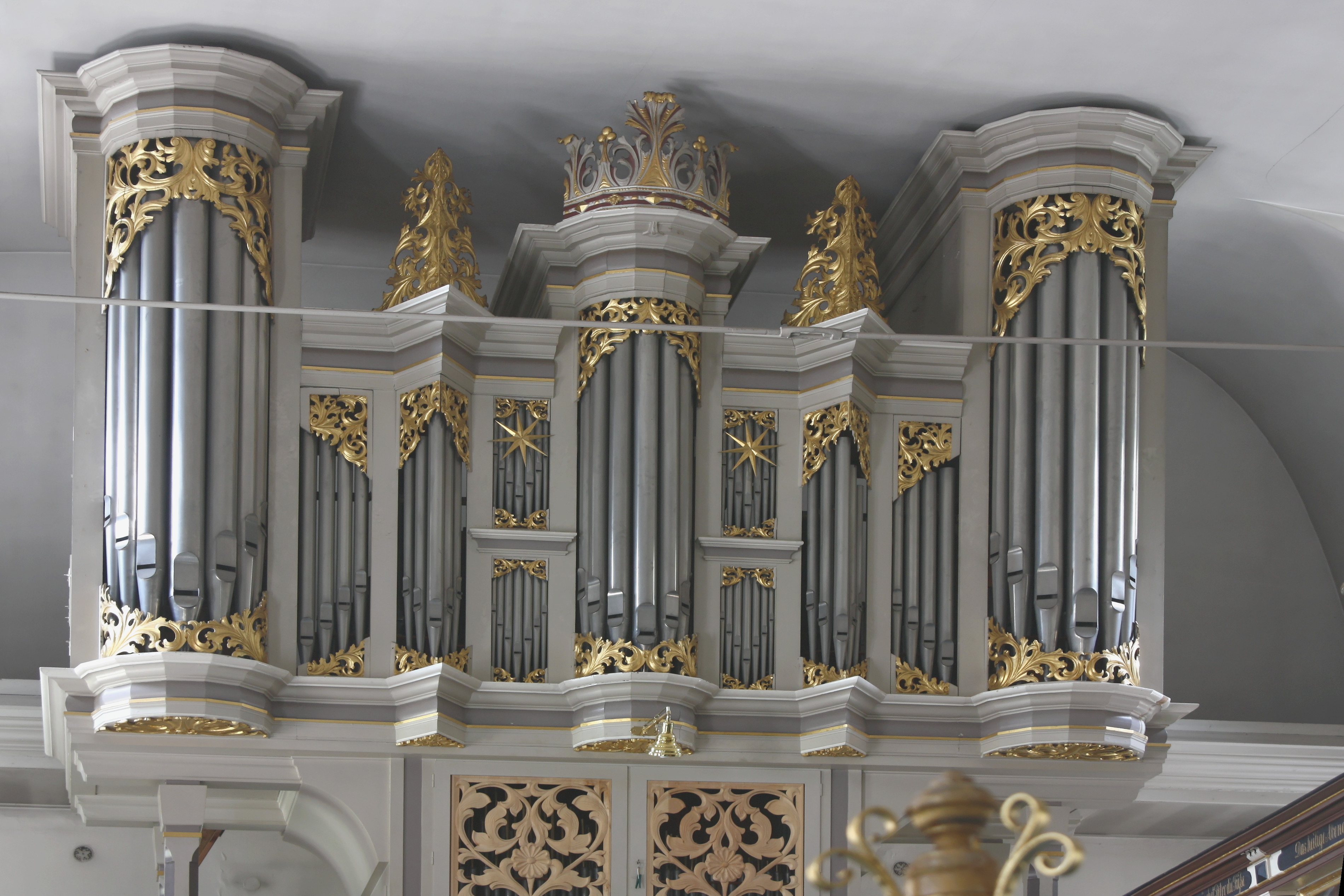
Orgelprospekt

Die Orgel verfügt über 20 Register auf zwei Manualen und Pedal. Sie geht auf ein Instrument von Hinrich Speter aus dem Jahr 1641, vielleicht schon 1628, zurück, der einige gehämmerte schwere Bleiregister aus der Vorgängerorgel übernahm. Reparaturen erfolgten 1681 durch Arp Schnitger, Otto Diedrich Richborn (1727–1729), Reinerus Caspary (um 1734) und Johann Dietrich Busch (1752). Ein eingreifender Erweiterungsumbau geschah 1784–1786 durch Johann Paul Geycke und seinen Schwiegersohn Balthasar Wohlien, die den Prospekt schufen.
Im Jahr 1904 erfuhr die Orgel durch Paul Rother einen weiteren Umbau, bei dem jedoch sechs Register von Speter und etliche von 1785 erhalten blieben. Den letzten größeren Umbau, bei dem auch Änderungen in der Disposition vorgenommen wurden, führte Rudolf von Beckerath Orgelbau im Jahr 1959 durch. Seitdem lautet die Disposition (in der Literatur alternativ aufgeführte Registernamen stehen in Klammern):
| I Hauptwerk C– |                     |       |        |
| 1.             | Bordun (Quintadena) | 16′   | (S)    |
| 2.             | Prinzipal           | 8′    | (S)    |
| 3.             | Gedackt             | 8′    | (S)    |
| 4.             | Oktave              | 4′    | (G)    |
| 5.             | Spitzflöte          | 4′    |        |
| 6.             | Nasat (Quinte)      | 2 ⁄3′ | (S, G) |
| 7.             | Oktave (Waldflöte)  | 2′    | (G)    |
| 8.             | Mixtur IV–VI        |       | (G)    |
| 9.             | Trompete            | 8′    |        |
|                | Zimbelstern         |       | (S)    |

| II Brustwerk C– |                    |               |     |
| 10.             | Gedackt            | 8′            | (S) |
| 11.             | Gedacktflöte       | 4′            | (S) |
| 12.             | Prinzipal (Oktave) | 2′            | (G) |
| 13.             | Quinte             | 2 ⁄3′(1 ⁄3′?) | (G) |
| 14.             | Scharff III        |               |     |
| 15.             | Krummhorn          | 8′            |     |
|                 | Tremulant          |               |     |

| Pedal C– |                     |     |     |
| 16.      | Subbaß (Gedacktbaß) | 16′ | (S) |
| 17.      | Prinzipal           | 8′  |     |
| 18.      | Oktave              | 4′  | (G) |
| 19.      | Nachthorn           | 2′  |     |
| 20.      | Posaune             | 16′ | (G) |

- Normalkoppeln: II/I, I/P, II/P
- Anmerkungen

(S) = Register zumindest teilweise von 1641
(G) = Register zumindest teilweise von 1785
(S, G) = Register teilweise von 1641, teilweise von 1785

## Innenraum

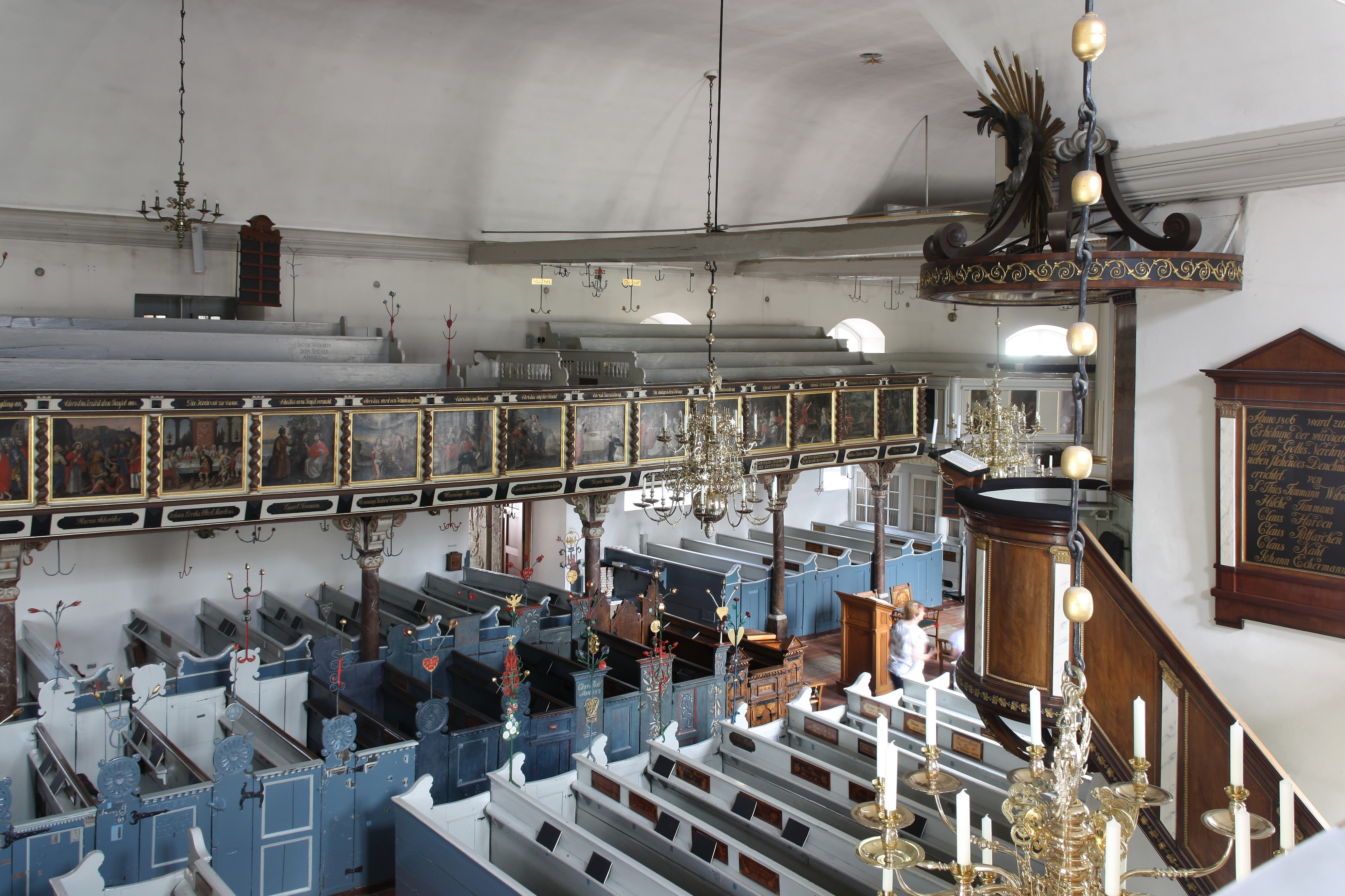
Innenraum von der Empore gesehen
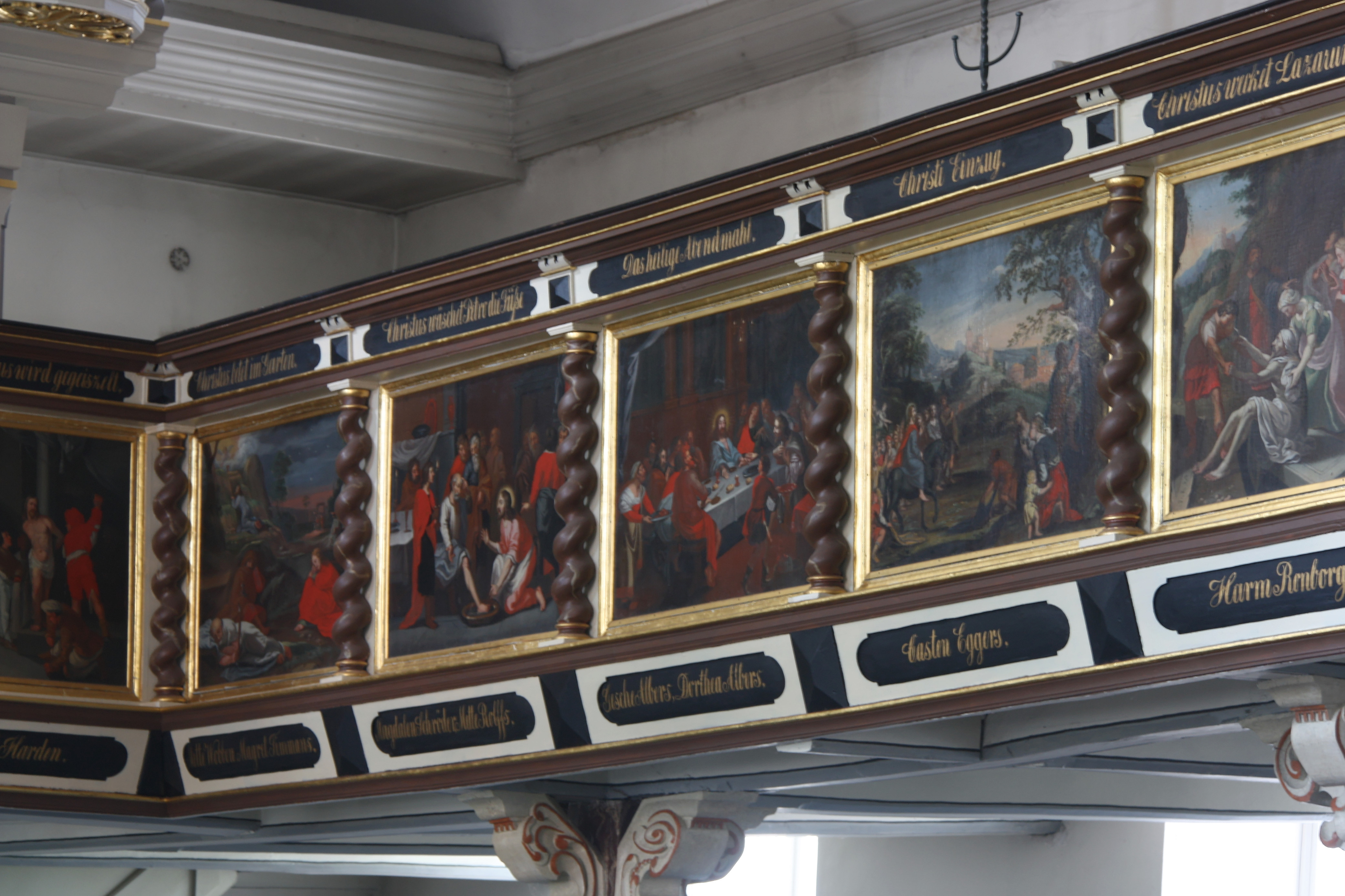
Teile der Emporenbilder
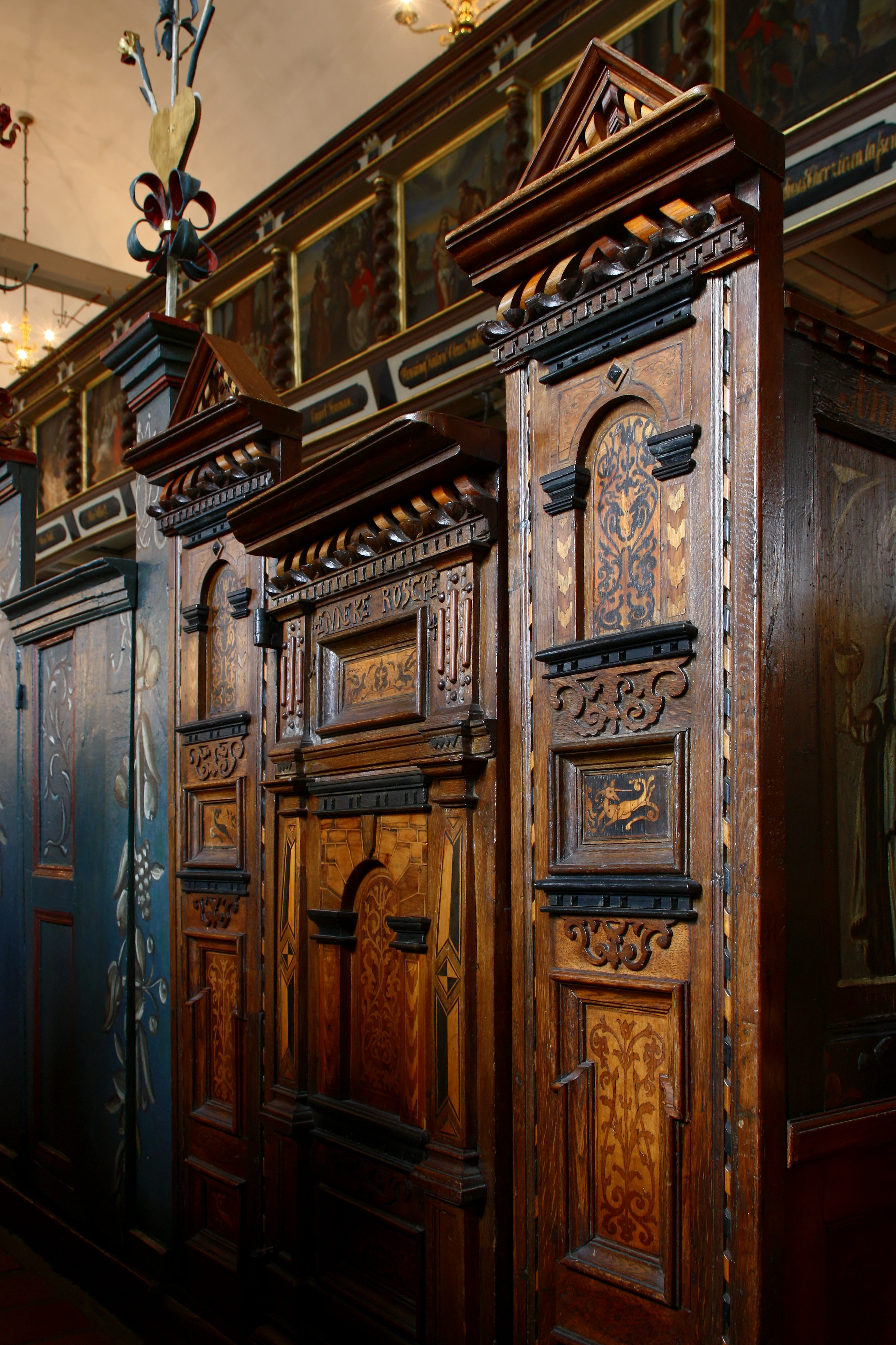
Gestühlwangen mit Intarsien
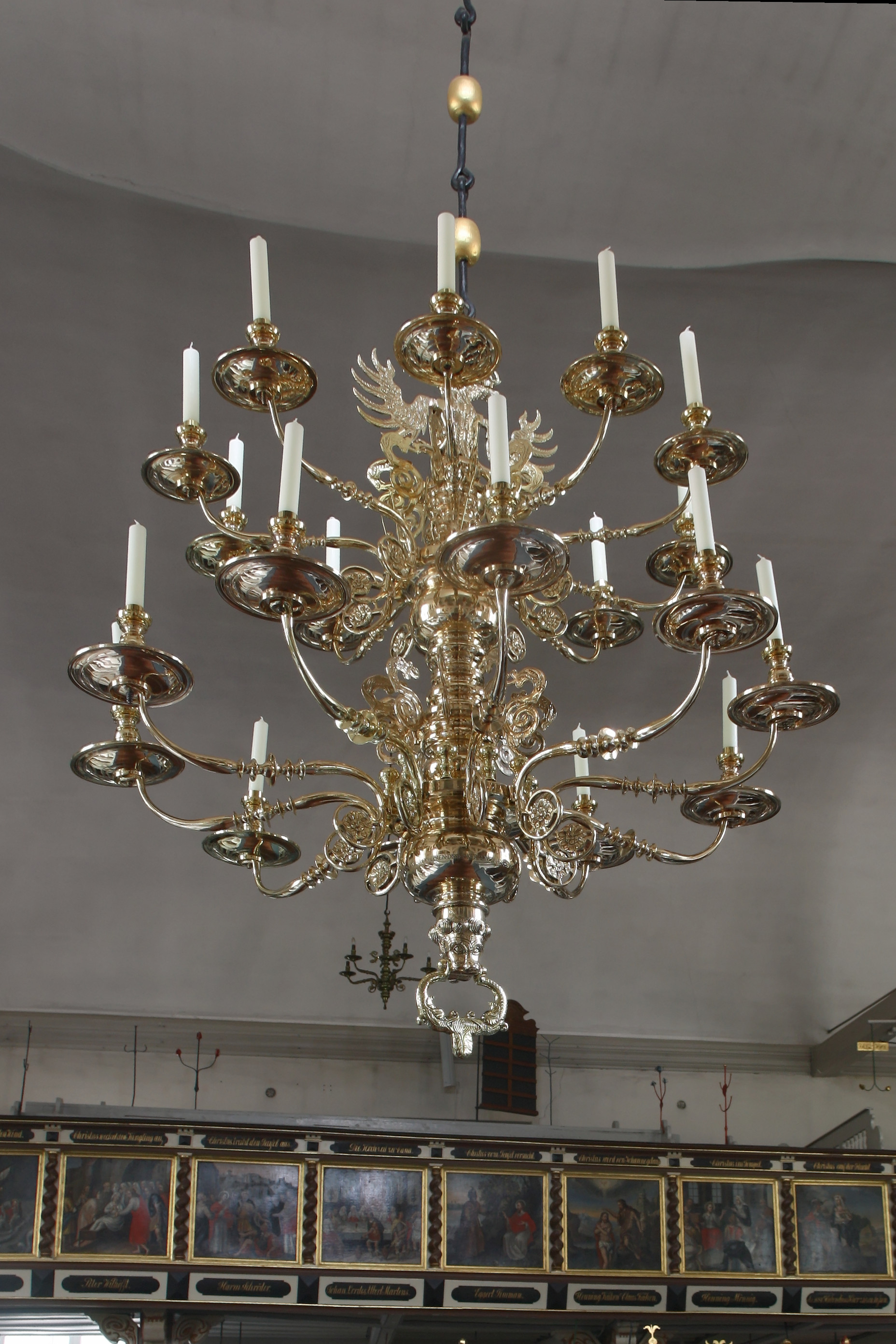
Einer der Kronleuchter
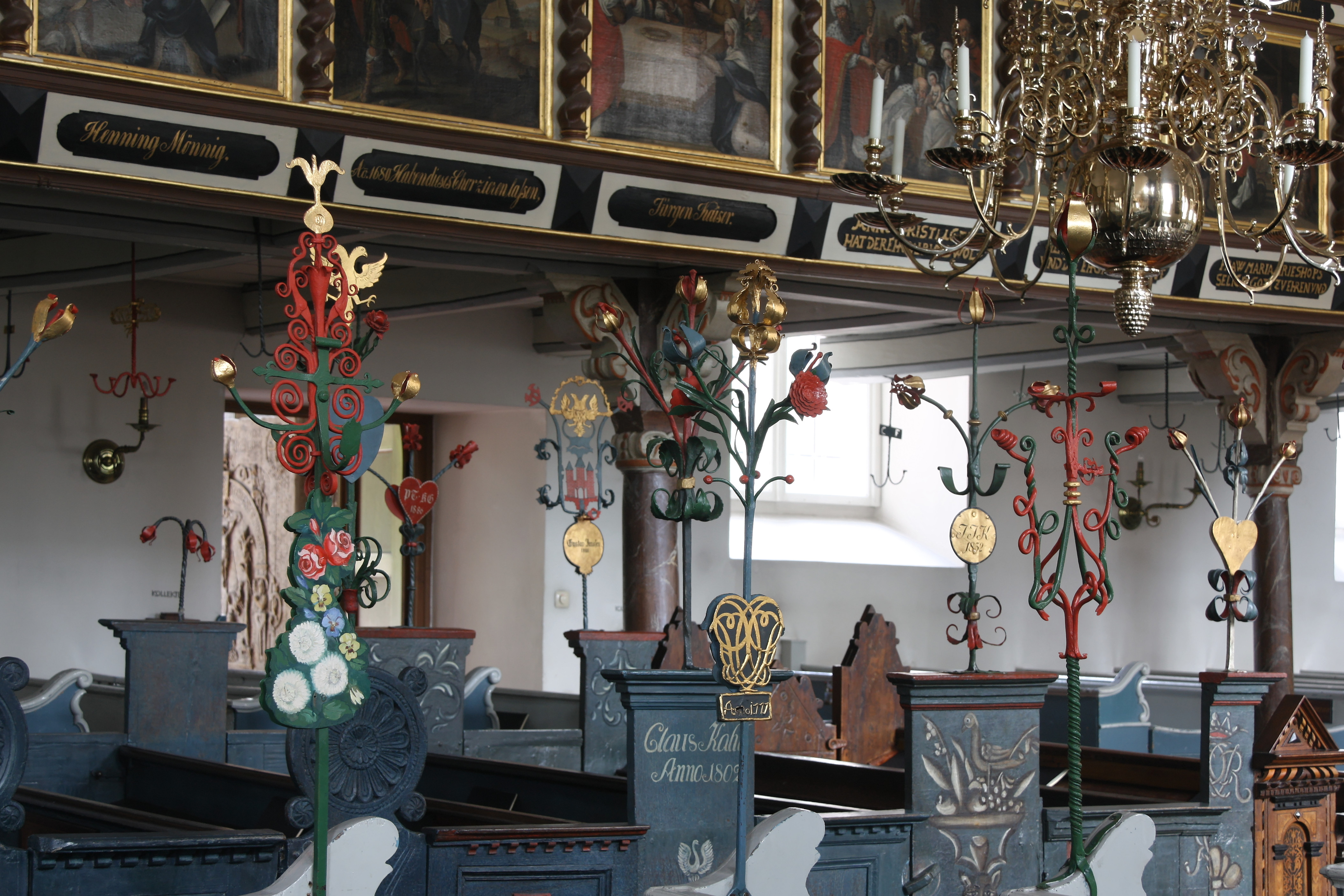
Hutständer an den Sitzbänken

## Friedhof

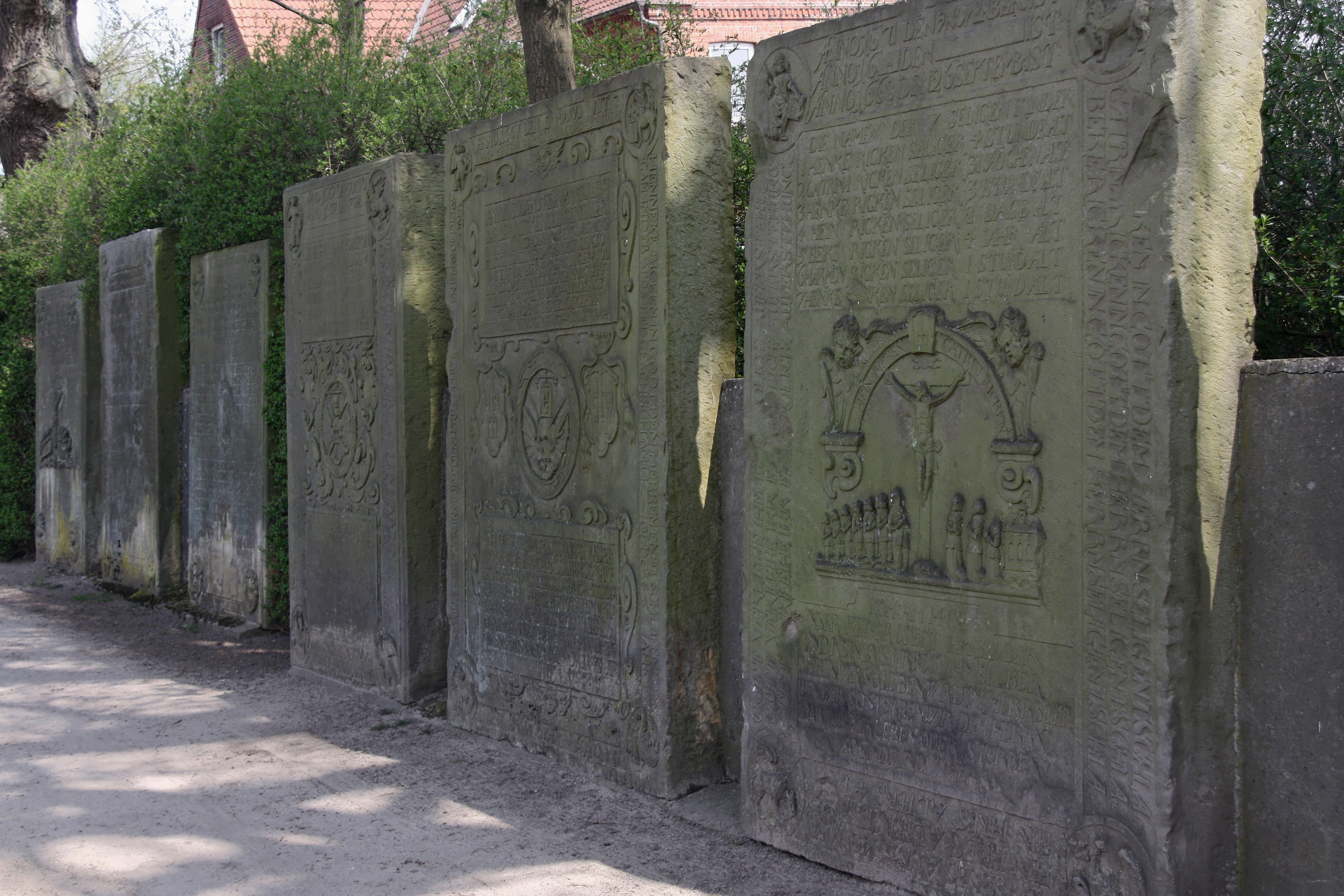
Reihe von historischen Grabplatten

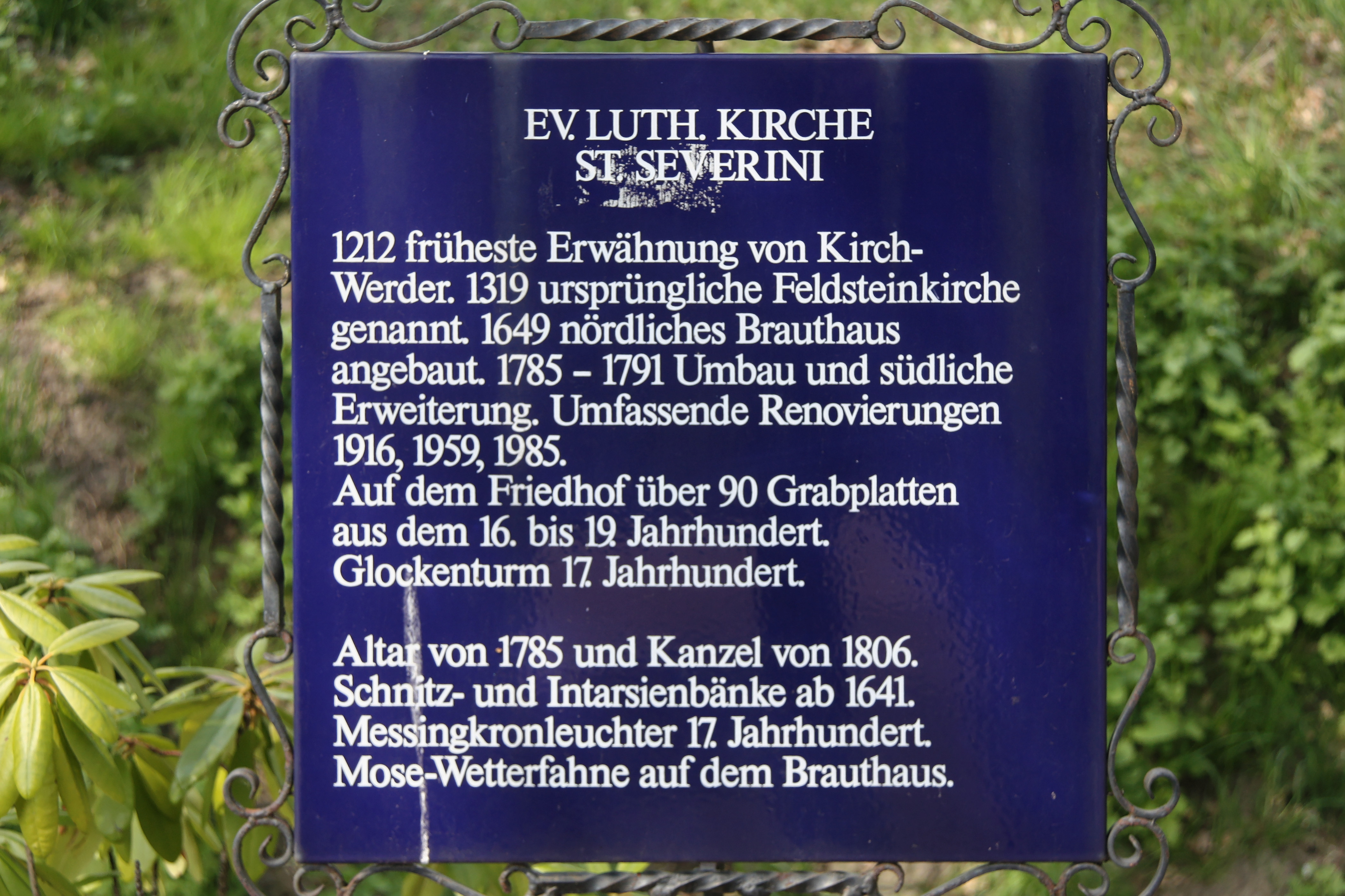
Hinweistafel

Auf dem Friedhof befinden sich über 90 Grabplatten aus Sandstein aus dem 16. bis 19. Jahrhundert. Ein Bestand dieser Größenordnung ist in Norddeutschland sehr selten. Die wertvollsten Stücke stehen heute im Brauthaus, der überwiegende Teil jedoch am Rand des modernen Friedhofes. Inschriften aus der Zeit vor 1640 sind niederdeutsch, alle Platten sind sorgfältig gearbeitet und zeigen Wappen, christliche Szenen, teilweise Porträts der Verstorbenen oder Darstellungen von Kindern in Tracht.

Die aufwändige Bearbeitung und das nicht ortsübliche Material sind ein Zeugnis für den damaligen Wohlstand der Vierländer Bauern. Als nach dem 18. Jahrhundert die Verwendung von Grabplatten aus der Mode kam, fanden einige der alten Platten auf den Höfen neue Verwendung als Türschwellen und Prellsteine. Die Familien betrachteten sie als eigenen Besitz und scheuten nicht davor zurück, sie für andere Zwecke auch zu zerschlagen. Auch vor der Tür der Südwand der Kirche findet sich ein Trittstein aus einer alten Grabplatte.